# Natalija Poklonskaja
Natalija Vladimirovna Poklonskaja (rus. Ната́лья Влади́мировна Покло́нская; ukr. Наталія Володимирівна Поклонська; Mihailovka, Luhansk, 18. ožujka 1980.) je pravnica, poznata kao vrhovna tužiteljica Republike Krim. Ima ukrajinsko i rusko državljanstvo.
Poklonskaja je na samom Krimu pažnju prvi put privukla 2011. godine, kada je kao državna tužiteljica vodila krivični proces protiv Ruvima Aronova, bivšeg potpredsjednika Vrhovnog sovjeta Republike Krim, optuženog za korupciju i povezanost s organiziranim kriminalom. Iste godine je imenovana za simferopoljsku tužiteljicu zaduženu za zaštitu okoliša. Nakon toga je premještena u Kijev, u ured Vrhovnog tužitelja Ukrajine.
Dana, 25. veljače 2014., u Kijevu je podnijela ostavku, objavivši kako ne priznaje pro-zapadnu vlast koja je na vlast došla tijekom Ukrajinske revolucije. Ostavka nije prihvaćena. Umjesto toga, Poklonskaja se vratila na rodni Krim.
Dana, 11. ožujka 2014., premijer Republike Krim, Sergej Aksjonov imenovao ju je vrhovnom tužiteljicom. Na svojoj prvoj press-konferenciji izazvala je veliku pažnju medija, zbog svoje ljepote, a u roku od nekoliko dana postala je internet fenomen, zahvaljujući poklonicima u Istočnoj Aziji, koji su počeli raditi njene ilustracije u anime stilu. Ona se suzdržava od toga i želi, da se je smatra odvjetnicom, a ne pokemonom.
Ukrajinske vlasti su protiv nje 26. ožujka objavile potjernicu.
Razvedena je i ima kći.

## Galerija
- Galerija anime ilustracija (više slika ovdje)
- Autor: Itachi Kanade
- Autor: leaf98k
- Autor: Kriss Sison
- Autor: RAIL
- Autor: 薫 (Kaori)